# إنجليزية أسترالية
هي اللغة الإنجليزية المحكية في أستراليا، وقد بدأت ملامح هذه اللهجة في الظهور بداية من سنة 1788 عندما تأسست مستعمرة العقوبات في نيو ساوث ويلز.
وتختلف الإنجليزية الأسترالية عن الإنجليزية القياسية في طريقة النطق وفي بعض الكلمات التي تأثرت بها نتيجة تعدد خلفيات المهاجرين اللغوية.